# M12 (amas globulaire)
Pour les articles homonymes, voir M12.
M12 (ou NGC 6218) est un amas globulaire situé dans la constellation d'Ophiuchus à environ 16 000 a.l. (4,9 kpc) du Soleil et à 14 700 a.l. (4,5 kpc) du centre de la Voie lactée. M12 a été découvert par l'astronome français Charles Messier en 1764.  

## Caractéristiques
La vitesse radiale héliocentrique de cet amas est égale à (−42,2 ± 0,5) km/s ou de (−41,4 ± 0,2) km/s selon la base de données Simbad. Le signe négatif signifie que l'amas s'approche du système solaire.

### Métallicité et âge
Selon Forbes et Bridges, sa métallicité est estimée à −1,14 [Fe/H] et son âge d'environ 12,67 milliards d'années.
Selon une étude publiée en 2011 par J. Boyles et ses collègues, la métallicité de l'amas globulaire NGC 6218 est égale à -1,37 et sa masse est égale à 217 000 {\displaystyle M_{\odot }}. Dans cette même étude, la distance de l'amas est estimée à environ 4,8 kpc (∼15 700 al).
La métallicité d'un objet céleste est le logarithme du rapport de sa concentration en fer sur celle du Soleil. Une métallicité évaluée entre −1,14 et −1,37 signifie que la concentration en fer de M12 est comprise entre 4,2 % et 7,2 % de celle du Soleil. Après le Big Bang, l'Univers étant surtout composé que d'hydrogène et d'hélium, la métallicité était pratiquement nulle. L'univers s'est progressivement enrichi en métaux (éléments plus lourds que l'hélium) grâce à la synthèse de ceux-ci dans le cœur des étoiles. La métallicité des amas du halo de la Voie lactée varie d'un centième à un dixième de la métallicité solaire, ce qui signifie que ces amas se composent de deux sous-groupes, les relativement jeunes et les vieux. Selon sa métallicité, M12 serait donc un amas relativement jeune.

### Composition
M12 renferme quelque 200 000 étoiles. Les étoiles les plus brillantes de M12 sont de magnitude 12. Helen Sawyer Hogg a déterminé que le type spectral global de l'amas est F7 et que la moyenne des 25 étoiles les plus lumineuses est de 13,97. Allan Sandage a observé 13 étoiles variables dans cet amas.

## Historique
Dans son carnet d'observation, Messier a noté ses observations de M11 et de M12 dans la nuit du 30 au 31 mai 1764. Au sujet de M12, il le décrit comme une nébuleuse ronde ne contenant pas d'étoiles dont le diamètre peu atteindre 3 minutes d'arc. 
Johann Bode et John Herschel ont respectivement observé cet amas le 14 août 1774 et le 21 mai 1825. William Herschel a été le premier à résoudre les étoiles de M12 en 1783.

## Observation

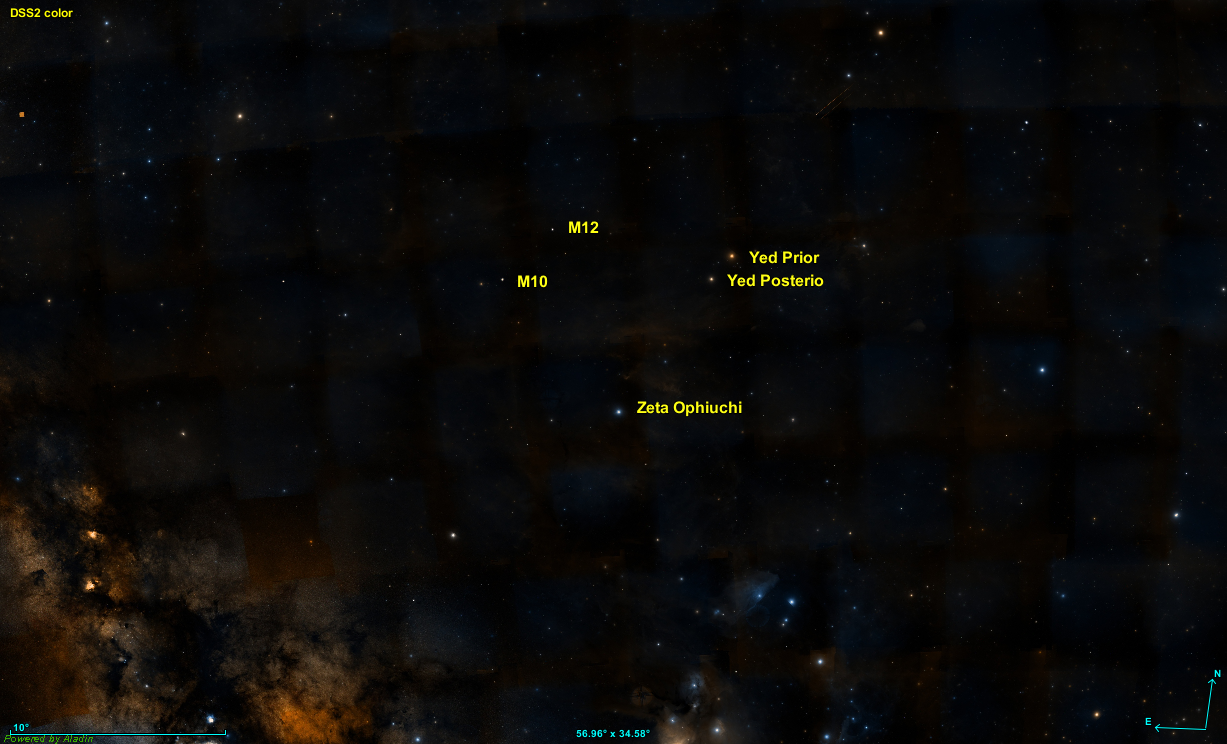
Position de M12 et M10 dans la constellation d'Ophiuchus.

M12 est à environ 3,3° au nord-ouest de M10 et à 8,0° au nord-ouest de Delta Ophiuchi (Yed Prior). Avec une magnitude apparente de 6,1, M12 est presque visible à l'œil nu. On peut cependant l'observer aisément avec des jumelles dans des conditions sombres. Avec un petit télescope d'une ouverture de 20 cm ou plus, on peut résoudre ses étoiles. Un télescope de 25 cm révèle un noyau de 3' et un halo d'étoiles s'étendant sur une région de 10'.

## Galerie

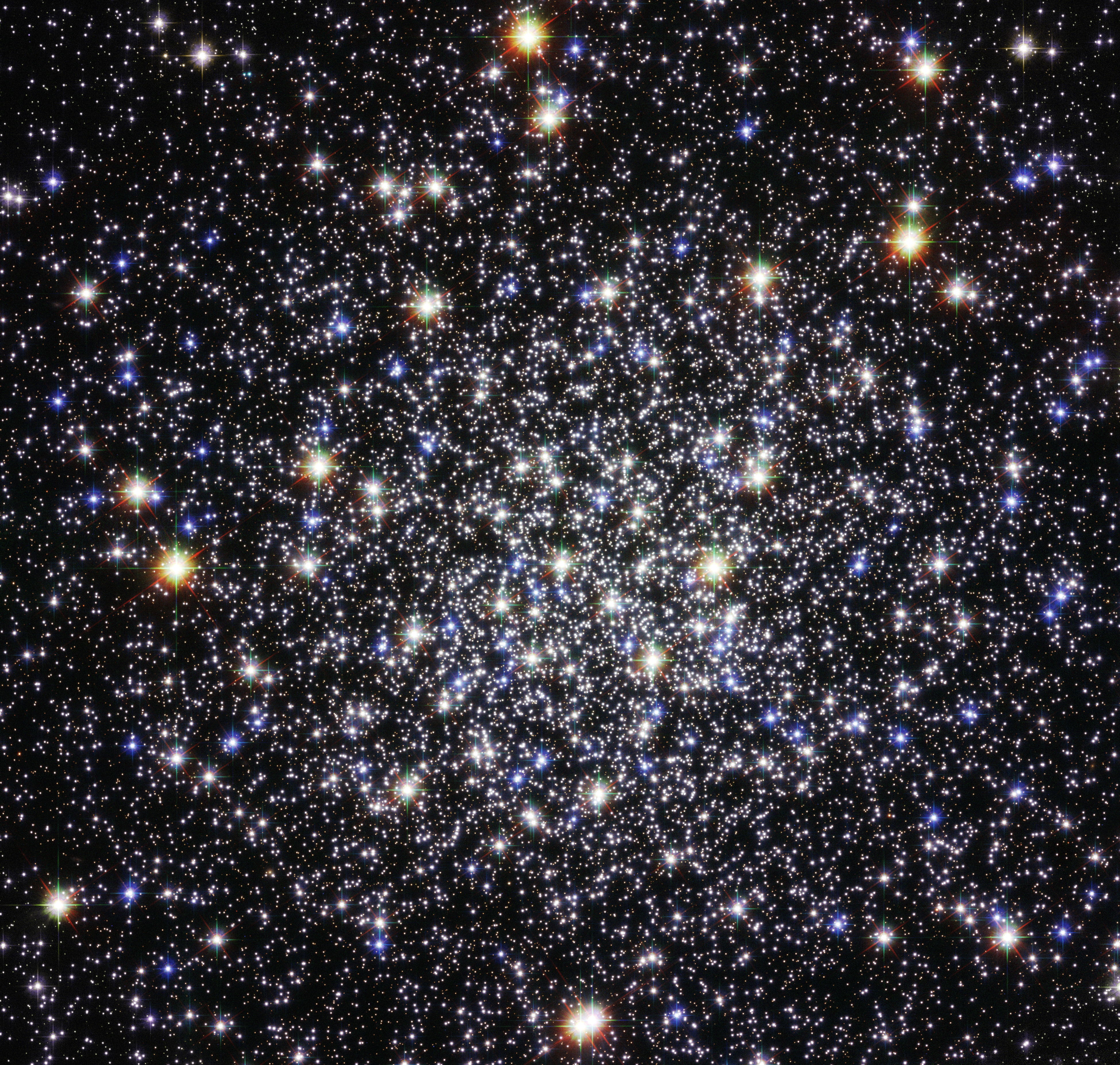
M12 par le télescope spatial Hubble.
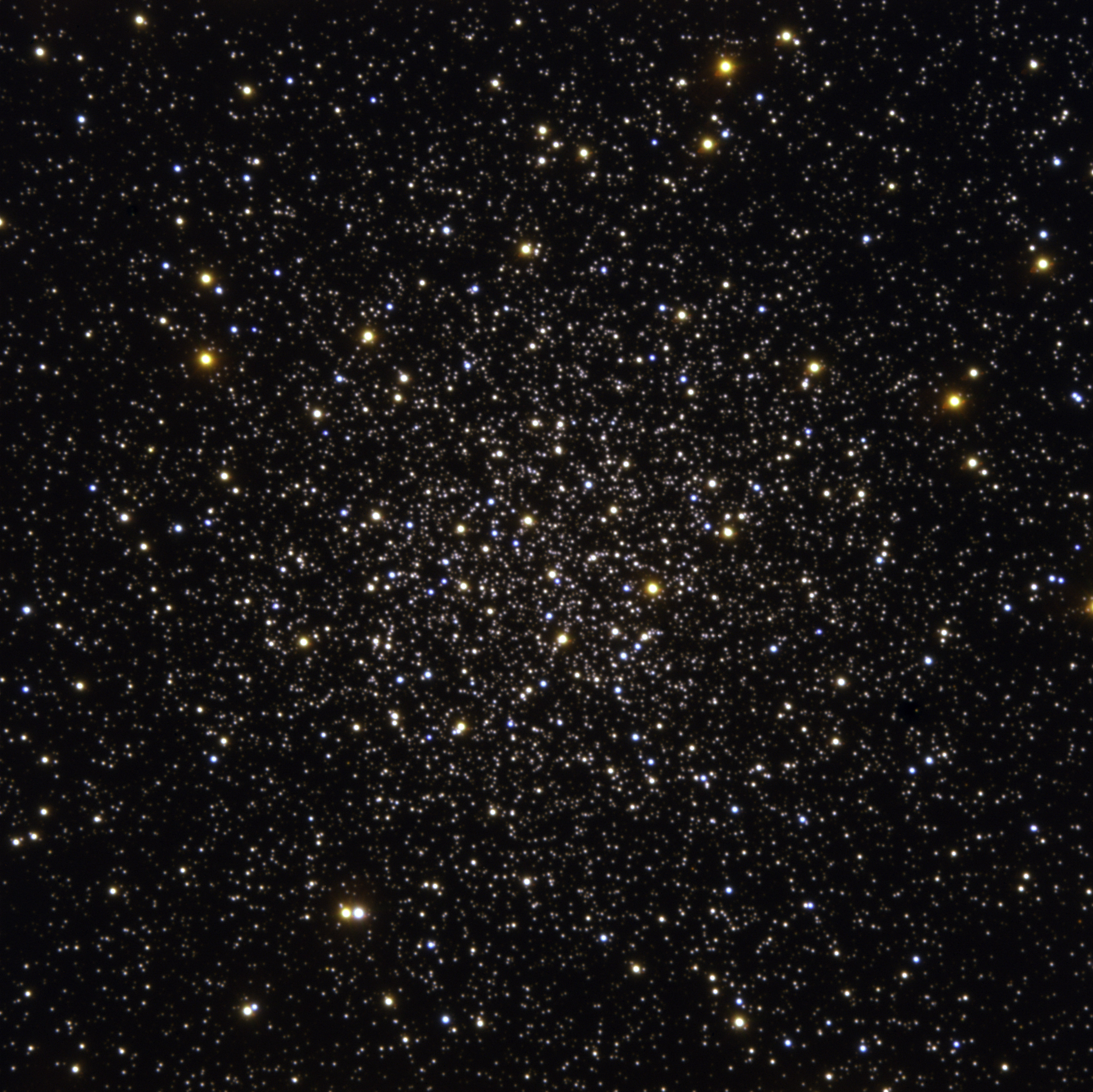
Partie centrale de M12 (ESO.
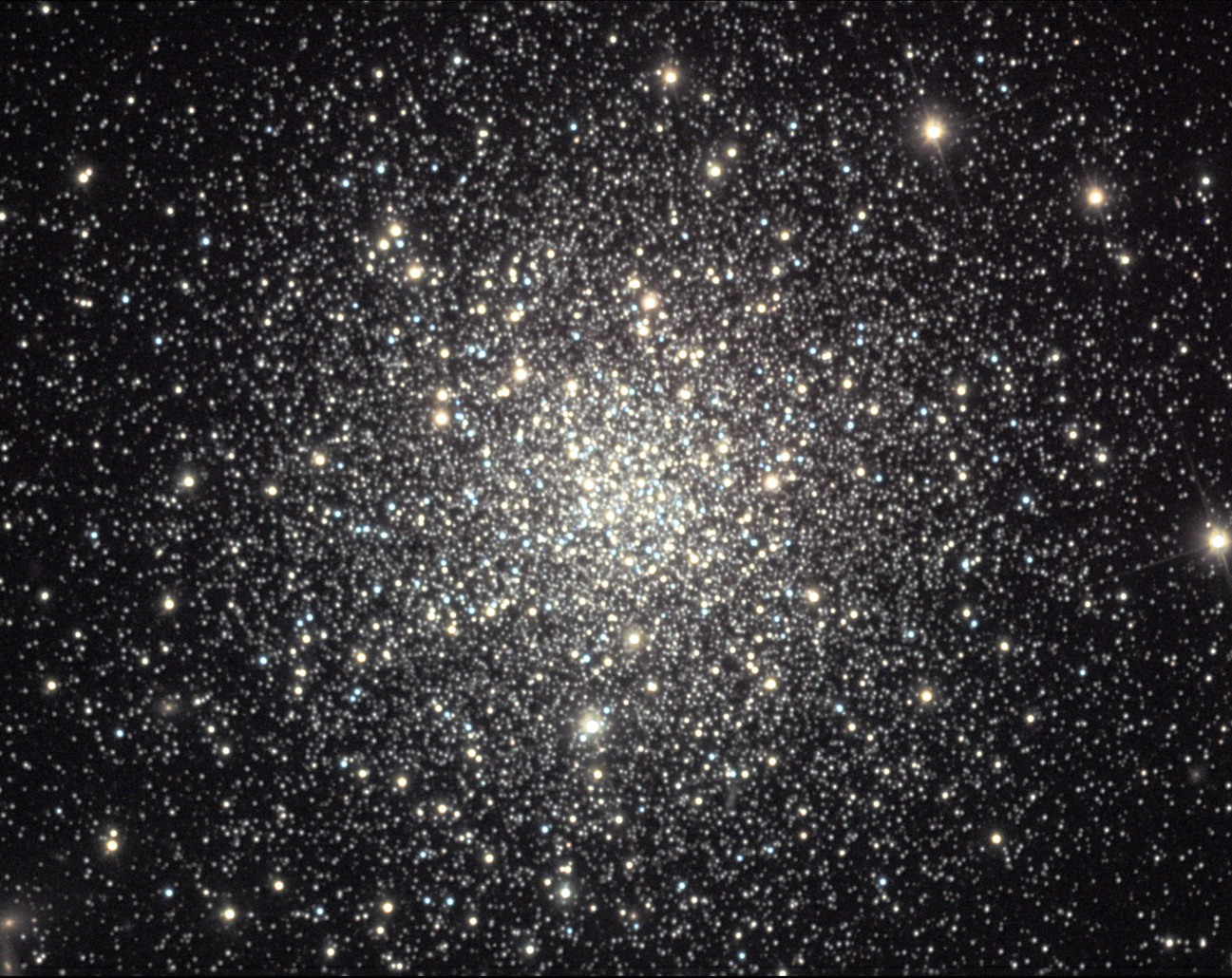
par Adam Block (Observatoire du mont Lemmon/Université de l'Arizona).
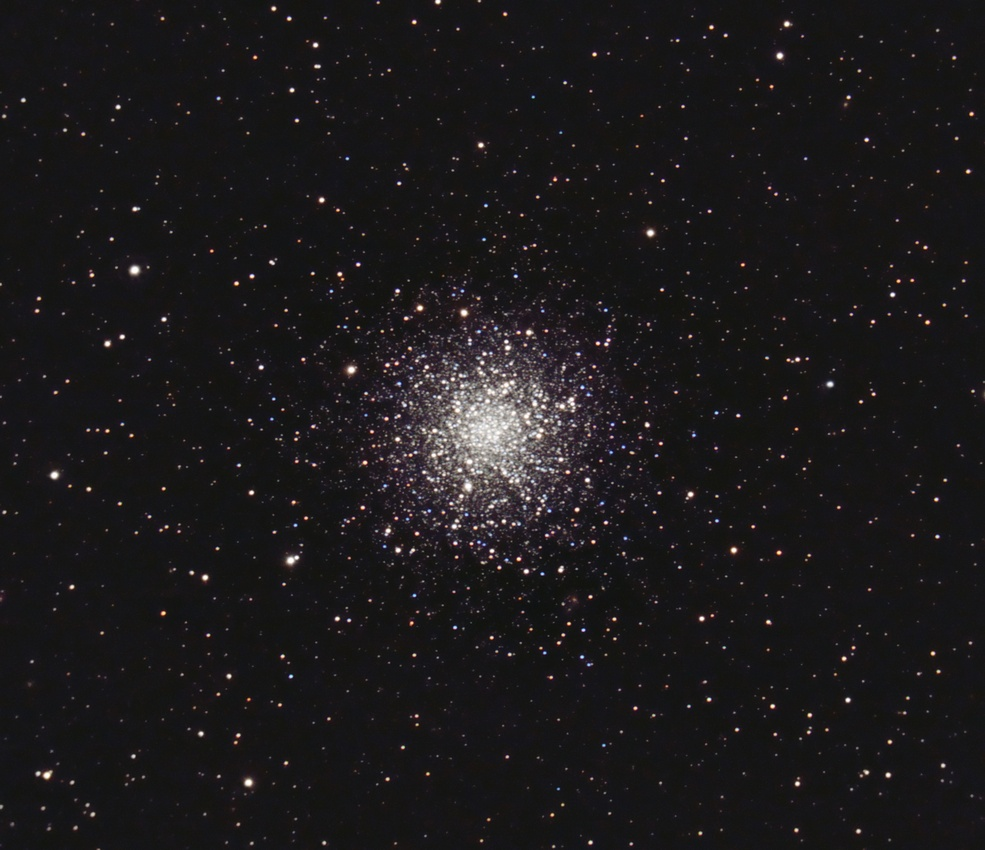
M12 dans un télescope amateur.
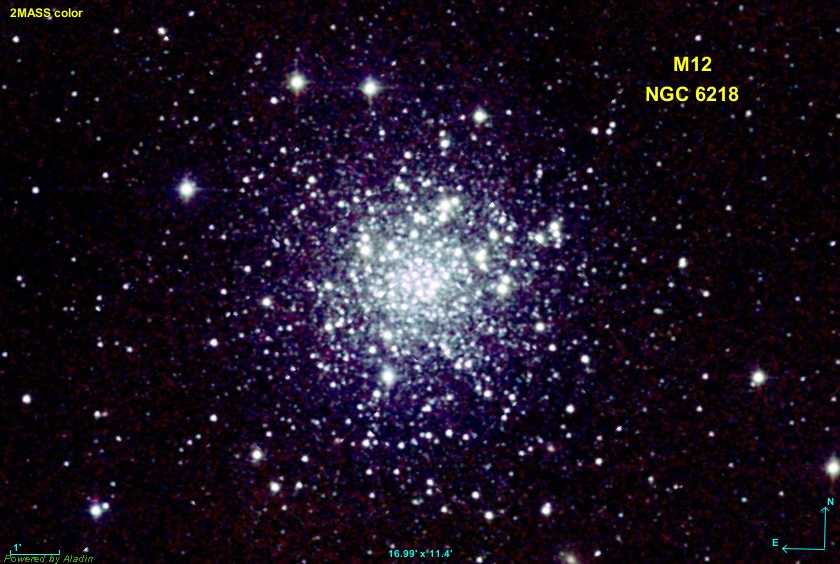
M12 en infrarouge par le relevé 2MASS.
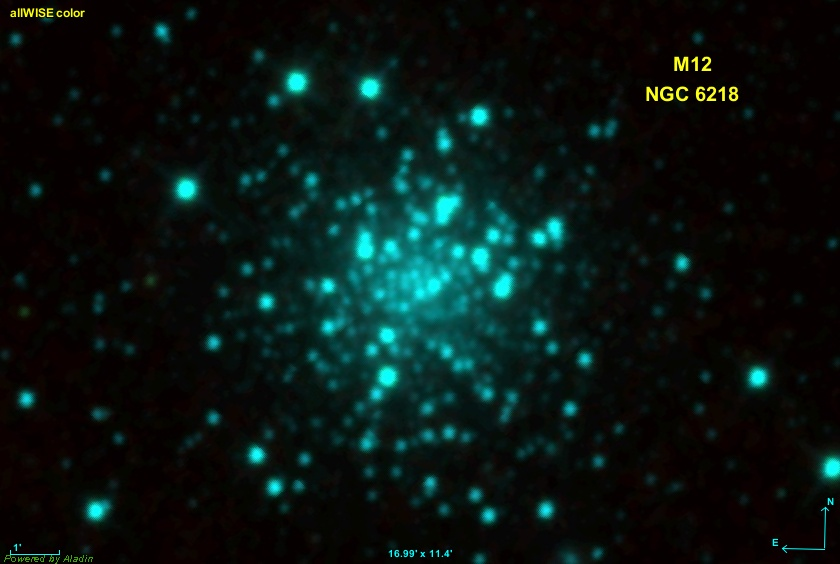
Autre image de M12 en infrarouge par le relevé WISE.